# Kato
Kato (加東市, Kato-shi) é uma cidade japonesa localizada na província de Hyogo.
Em 1 de Maio de 2008 a cidade tinha uma população estimada em 40 334 habitantes e uma densidade populacional de 2 930,74 h/km². Tem uma área total de 157,49 km².
Recebeu o estatuto de cidade a 20 de Março de 2006. A cidade foi fundada por intermédio da fusão das vilas de Takino, Tojo e Yashiro do distrito de Kato.